# 馬卡羅韋 (希里亞葉韋區)
47°19′28″N 30°7′39″E / 47.32444°N 30.12750°E
馬卡羅韋（烏克蘭語：Макарове）是位於烏克蘭西南部的村莊，由敖德萨州贝雷济夫卡区的希里亞耶韋市鎮負責管轄。該村始建於1796年，面積2.38平方公里，海拔高度49米，2001年人口963，人口密度每平方公里404.62人。